# Sergio Arellano Stark

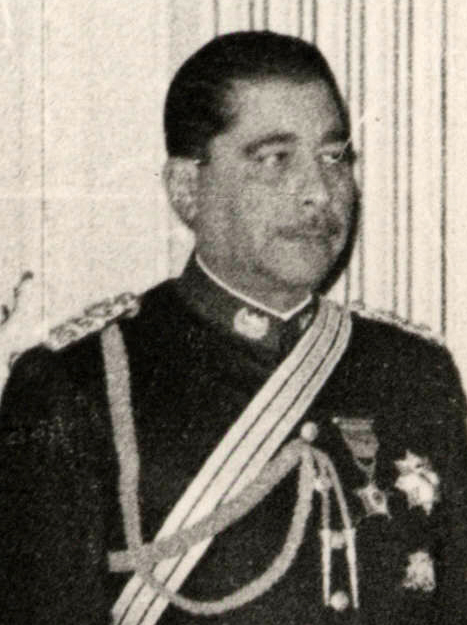
Sergio Arellano Stark (1968)

Sergio Victor Arellano Stark (* 10. Juni 1921 in Santiago de Chile; † 9. März 2016) war ein chilenischer Generalmajor, der zu den Hauptinitiatoren des Militärputsches vom 11. September 1973 gehörte und dabei zusammen mit General Hermán Brady Roche eine maßgebliche Rolle bei den militärischen Aktionen in Santiago de Chile sowie der Eroberung des Präsidentenpalastes La Moneda spielte. Am 22. Oktober 1973 befahl er die sogenannte „Karawane des Todes“ (‚Caravana de la Muerte‘), bei der über 70 Menschen ums Leben kamen. Er war während der Militärdiktatur unter General Augusto Pinochet unter anderem zwischen 1975 und 1976 Chef des Generalstabes des Heeres. 

## Leben

### Ausbildung zum Infanterieoffizier und Aufstieg zum Brigadegeneral

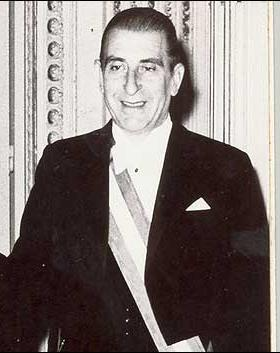
Als Aide-de-camp war Arellano Stark Ende der 1960er Jahre enger Vertrauter von Staatspräsident Eduardo Frei (Bild).

Arellano Stark trat nach dem Schulbesuch in das Heer (Ejército de Chile) ein und absolvierte dort eine Ausbildung zum Offizier der Infanterie. Er absolvierte zwischen 1964 und 1965 einen Kommandeurs- und Generalstabslehrgang am Command and General Staff College der US Army in Fort Leavenworth. Nach seiner Rückkehr wurde er als Oberst zunächst Chef des Militärischen Hauses (Casa Militar) sowie im Anschluss 1968 als Nachfolger von Oberst Óscar Bonilla Bradanovic Aide-de-camp von Staatspräsident Eduardo Frei Montalva. 
Danach wurde er 1969 abermals Nachfolger von Oberst Bonilla, und zwar diesmal als Militärattaché an der Botschaft in Spanien. Nach seiner Rückkehr wurde er 1971 Kommandeur des in Valparaíso stationierten Infanterieregimentes 2 Maipo, während der spätere Direktor des Geheimdienstes CNI (Central Nacional de Informaciones) ihm auf dem Posten des Militärattachés folgte. Während seiner Tätigkeit als Kommandeur des Infanterieregimentes 2 traf er sich bereits seit Mitte 1972 mit den Admiralen José Toribio Merino, Patricio Carvajal und Ismael Huerta zu konspirativen Treffen in der Garnison Valparaíso.
Im Dezember 1972 erfolgte seine Beförderung zum Brigadegeneral. Als solcher wurde er nach Santiago de Chile versetzt, wo er Befehlshaber des Heerestruppenkommandos in Peñalolén wurde. In dieser Funktion wurde er mit der Organisation einer neuen operativen Einheit betraut, die das Heeresfliegerkommando, das Fernmeldekommando und Ingenieurkommando vereinigte, und gehörte damit auch dem Rat der Generalität an.

### Vorbereitung des Militärputsches vom 11. September 1973

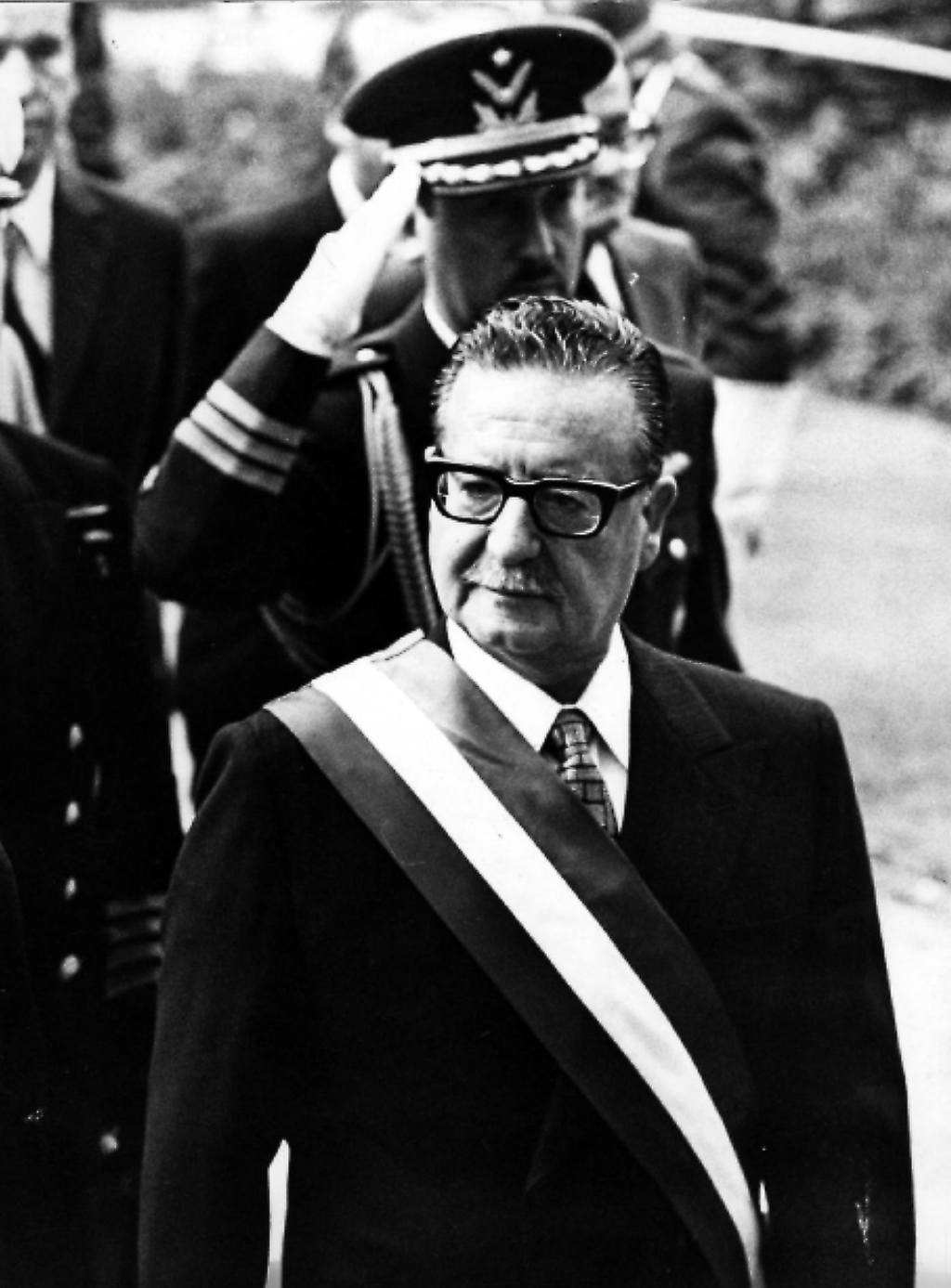
Arellano Stark beteiligte sich frühzeitig an den Planungen des Militärputsches gegen Präsident Salvador Allende (Bild).

Arellano gehörte zu den Hauptorganisatoren der Geheimtreffen, zu denen ab Juli 1973 verschiedene Offiziere und zivile Gegner von Staatspräsident Salvador Allende in einem Haus in Lo Curro zusammenkamen, ein Vorort von Santiago de Chile. Aufgrund der guten Beziehungen zum früheren Staatspräsidenten Eduardo Frei Montalva unterhielt er zusammen mit General Bonilla auch die Verbindungen zu den reaktionären Kräften innerhalb der Partido Demócrata Cristiano de Chile (PDC).
In den Tagen vor dem Militärputsch wurde er von General Pinochet in die Planungen des Staatsstreiches eingeweiht.

„Al tomar conciencia que sólo se requería su adhesión a una decisión que ya estaba tomada, pareció abrumado. Le manifestó que el general Leigh esperaba en esos momentos su llamado para iniciar la labor de coordinación. Pinochet pidió unos minutos para reflexionar y que lo llamaría más tarde. Leigh no recibió el llamado. Arellano volvió a su domicilio a las cinco de la tarde del día siguiente, encontrándose con los almirantes Sergio Huidobro y Patricio Carvajal, y el capitán de corbeta Ariel González, que llegaba con su compromiso suscrito por los comandantes en jefe. Al no haber recibido información contraria, los almirantes entenderían que el contacto entre los jefes del Ejército y la FACH se había producido el día anterior. No hubo explicaciones. El general Pinochet informó que estaba en antecedentes del plan y que se sumaba a él, por lo que suscribió inmediatamente el documento que llevaba.“

„Er (Pinochet) schien überfordert als er merkte, dass die Entscheidung bereits getroffen war. Er sagte, dass der Befehlshaber der Luftwaffe, General Gustavo Leigh, ab dem Beginn des Putsches die Koordination übernehmen sollte. Pinochet erbat sich einige Augenblicke Bedenkzeit und erschien danach wieder. Leigh wurde darauf angerufen. Arellano kehrte um fünf Uhr nachmittags in sein Haus zurück, und traf sich dort mit den Admiralen Sergio Huidobro und Patricio Carvajal sowie Korvettenkapitän Ariel Gonzalez, der von den Oberkommandierenden der Teilstreitkräfte beauftragt wurde. Da sie keine gegensätzlichen Informationen erhalten hatten, gingen die Admirale davon aus, dass die Führungspersonen von Heer und Luftwaffe sich bereits am vorhergehenden Tag getroffen hatten. Es gab keine Erklärungen. General Pinochet berichtete, dass er die Planungen zur Kenntnis nahm und unterzeichnete ein Dokument dazu.“

Am 10. September 1973 informierte Arellano Stark alle Kommandeure und Offiziere im Hauptquartier der Fernmeldetruppen in Peñalolén, dass am darauf folgenden Tag der Staatsstreich beginnen würde. Zugleich sagte er, dass er nach Santiago de Chile fahren würde, um Pinochet zu bewegen, nach Peñalolén zu kommen, um den Befehl über die dortigen Einheiten zu übernehmen. Bei einem späteren Treffen in seinem Büro im Verteidigungsministerium informierte er die anderen Kommandeure der Garnison Santiago de Chile. Am Morgen des nächsten Tages nahm er zusammen mit Óscar Bonilla, César Benavides, Hermán Brady Roche, Javier Palacios Ruhmann, Julio Alberto Polloni Pérez und Gustavo Leigh an einem weiteren Treffen mit Pinochet im Verteidigungsministerium teil, um die Operationen an diesem Tag zu planen.

### Der Militärputsch vom 11. September 1973

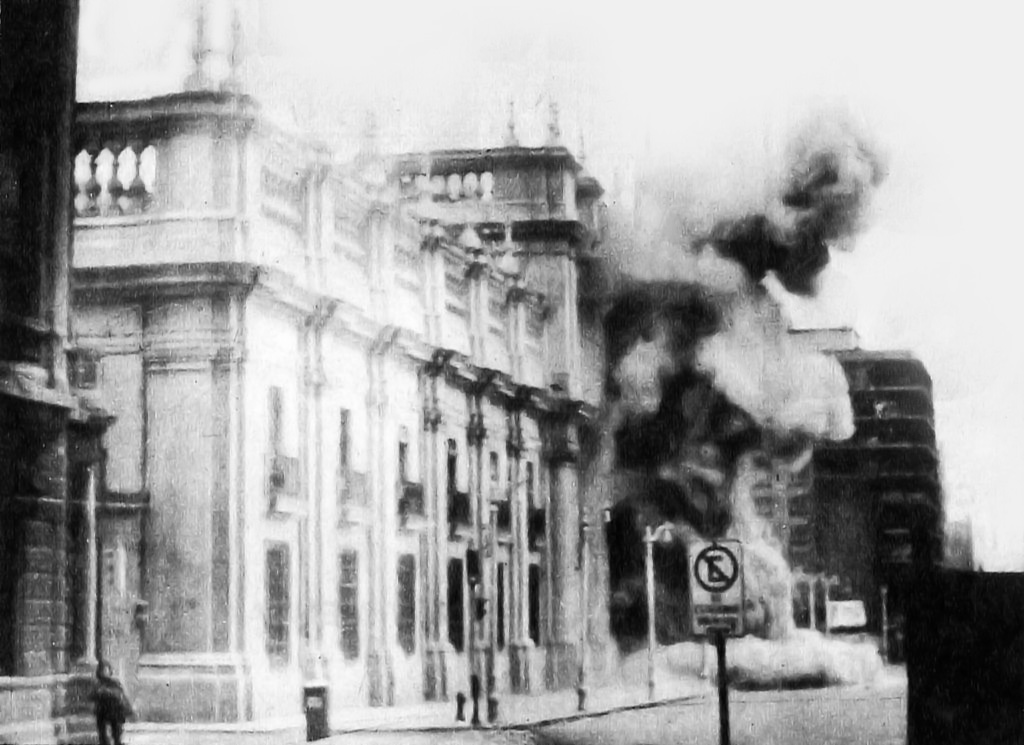
Während des Militärputsches am 11. September 1973 war Arellano Stark Kommandeur der Einheiten, die den Präsidentenpalast La Moneda belagerten.

Am Tag des Militärputsches wurde Arellano Stark in der Garnison Santiago de Chile General Hermán Brady unterstellt, dem neuernannten Befehlshaber der 2. Heeresdivision. Dort übernahm er das Kommando über die Kampfgruppe Zentral-Santiago (Agrupación de Combate Santiago Centro), die eigens für den Putsch gebildet worden war, und deren Einsatzgebiet insbesondere den Präsidentenpalast La Moneda einschloss. Er richtete sein Hauptquartier im Verteidigungsministerium ein und erhielt dort von Inspektor Pedro Espinoza und Vize-Inspektor Julio Navarro von der Mordkommission den Bericht vom Tod von Staatspräsident Salvador Allende. Seit Anfang der 1970er Jahre war Arellano einer der Hauptverantwortlichen für den Staatsstreich und trug somit maßgeblich zur Vernichtung der politischen Linken der Unidad Popular (UP) bei. Nach seinen späteren Angaben wusste der frühere Staatspräsident Frei frühzeitig vom Putsch gegen Allende.
Als Sonderbeauftragter des Oberbefehlshabers des Heeres, General Pinochet, war er am 22. Oktober 1973 verantwortlich für die sogenannte „Karawane des Todes“ (‚Caravana de la Muerte‘), die militärische Aktion einer Hubschrauberstaffel, bei der mehr als 70 Menschen ums Leben kamen. Diese wurden zuvor auf einem von Süd- nach Nordchile durchgeführten Flug mit Transporthubschraubern vom Typ Aérospatiale SA 330 Puma in Valdivia, Linares, Cauquenes, La Serena, Copiapó, Antofagasta und Calama festgenommen. In einer späteren Vernehmung vor dem Untersuchungsrichter Juan Guzmán bezeichnete der damalige Mitarbeiter des Geheimdienstes DINA (Dirección de Inteligencia Nacional), Marcelo Moren Brito, General Arellano während der Aktion der Karawane des Todes als einen „harten, unflexiblen Militär von großem Prestige, dessen Wort Gesetz war“ (‚Era un militar duro, inflexible, de gran prestigio, y su palabra era ley…‘).
Danach wurde er zum Generalmajor befördert und Befehlshaber der in Santiago de Chile stationierten 2. Heeresdivision, die für den Bereich zwischen La Serena und Rancagua zuständig war. Als solcher war er zugleich zuständig für alle Militärrichter in diesem Gebiet.

### Chef des Generalstabes, Ausscheiden aus dem Militärdienst, Privatwirtschaft und Anklagen

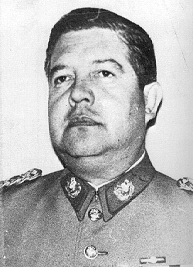
Nach Meinungsverschiedenheiten mit dem Direktor des Geheimdienstes DINA (Dirección de Inteligencia Nacional), Manuel Contreras, trat Arellano Stark am 4. Januar 1976 als Chef des Generalstabes des Heeres zurück.

Im März 1975 wurde Arellano Chef des Generalstabes des Heeres (Jefe del Estado Mayor del Ejército) und bekleidete diese militärische Spitzenfunktion bis zu seinem Rücktritt aus dem aktiven Militärdienst am 4. Januar 1976. Grund für sein Ausscheiden aus dem Militärdienst waren offensichtlich Meinungsverschiedenheiten mit dem Direktor des DINA, Manuel Contreras, und auch Pinochet, nachdem er die Aktionen und Operationen des DINA kritisiert hatte. Die Übernahme eines von Pinochet angebotenen Postens als Botschafter lehnte er allerdings ab.
Danach wechselte er in die Privatwirtschaft und wurde Ende 1977 Miteigentümer des Unternehmens Fanaloza, ehe er 1981 Verwaltungsberater im Range eines Generaldirektors der Banco Hipotecario de Fomento wurde.
Im Jahr 2000 erklärte der Untersuchungsrichter Guzmán, dass Arellano die Verantwortung für die Karawane des Todes trüge. Eine Untersuchungshaft wurde bis Juni 2001 gegen Zahlung einer Kaution ausgesetzt. Zugleich befand er sich auf einer Liste mit den Namen von 60 Personen, die der spanische Untersuchungsrichter Baltasar Garzón 1999 veröffentlichte. Diese Personen werden mit Haftbefehlen gesucht, um vor spanischen Gerichten Prozesse wegen Verbrechen gegen die Menschlichkeit zu führen.
Im Juli 2007 erklärte der Menschenrechtsanwalt Hugo Gutiérrez, dass er eine Anklage gegen Arellano beim Berufungsgericht (Corte de Apelaciones) vorbereite. Im Oktober 2008 erfolgte die Anklage wegen der Verantwortung für die Karawane des Todes.
Zu Beginn der Gerichtsverfahren ließ er mehrfach erklären, dass er aufgrund seines Gesundheitszustandes nicht verhandlungsfähig sei, da er an Alzheimer, Demenz, Diabetes und Alkoholismus leide.
Arellano Stark war verheiratet und Vater zweier Kinder.